# Teleki–Wattay-kastély
A Teleki–Wattay-kastély vagy más néven Magyar Kóruskastély Pomázon, Pest vármegyében található

## A kastély története

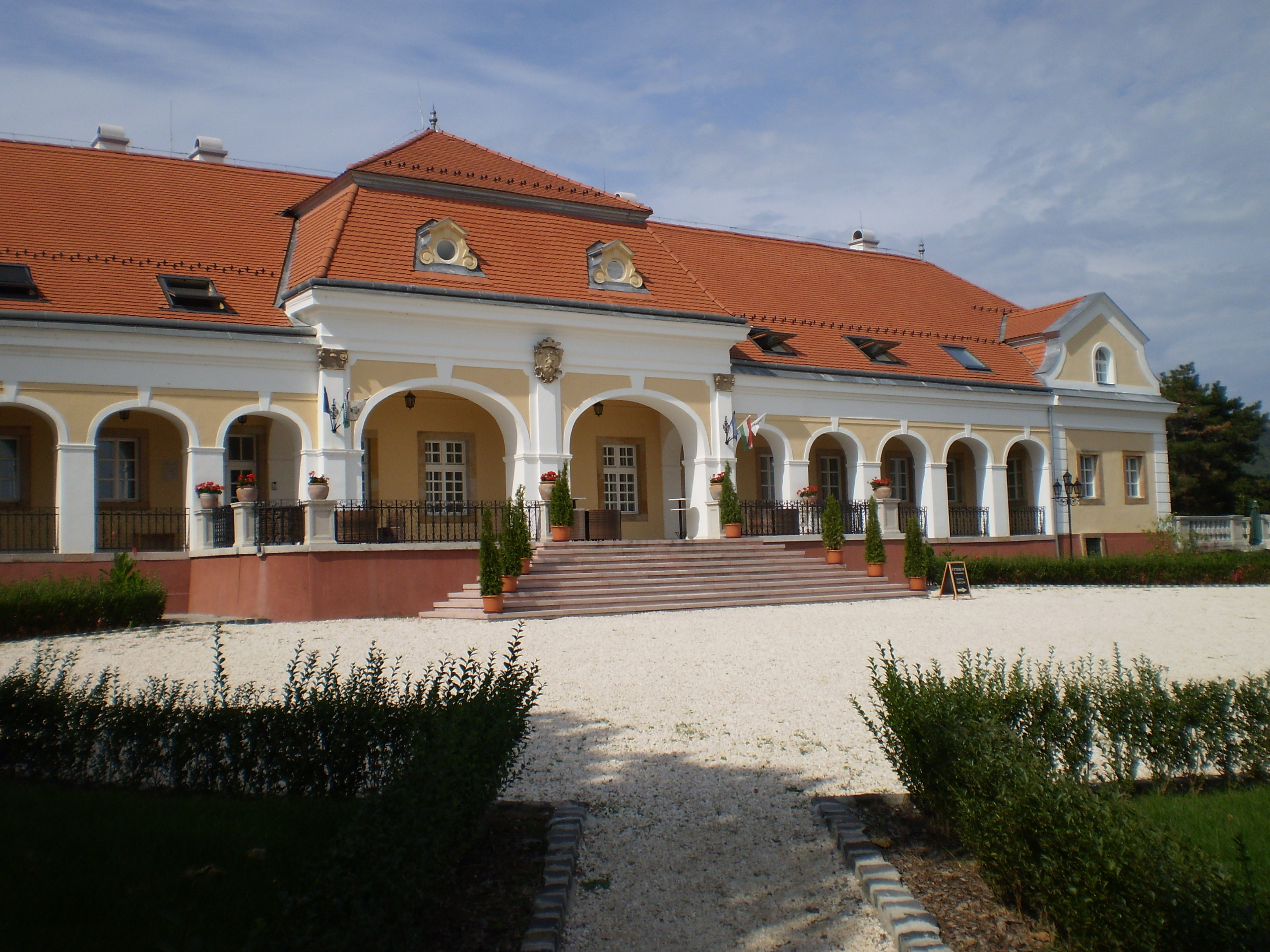

A kastélyt a Budai Bornemissza Bolgár család egyik leszármazottja, felsővattai Wattay Pál építtette 1773-ban, barokk stílusban. Később a kastélyt és a birtokot unokahúga Teleki Józsefné örökölte. Unokájuk, Teleki József, a Magyar Tudományos Akadémia első elnöke itt írta a Hunyadiak kora Magyarországon című történelmi művét, és a hagyomány szerint a kastélynak ugyancsak vendégei voltak a kor ismert költői: Pálóczi Horváth Ádám, Erdélyi János és Vachott Sándor. A földszintes, árkádos, manzárdtetős épület oromzatán a kastély építtetőjének címere látható. A 19. század végi pusztító filoxéra-járvány következtében a pincékre kevésbé volt szükség és az épületben lakásokat alakítottak ki. A grófi család 1927-ben a kastélyt eklektikus stílusban átépíttette. Az első világháború után a család hadiárvaház céljára felajánlotta. A második világháború után államosították, majd gyermekvédelmi intézmény működött benne.

## A kóruskastély
Az "Óvárosi kulturális központ Pomázon" című projekttel Pomáz Város Önkormányzata közel 2 millió 975 ezer eurót nyert a Phare Területfejlesztés 2002-2003 program keretében. 2004 és 2007 között felújították. A 2 hektáros barokk kert közepén álló Magyar Kóruskastély szállási és étkezési szolgáltatásokat is nyújtó, zeneművészeti szakmai bázis- és rendezvényközpontként működik. A kastély üzemeltetője a Pomázi Zenekastély Kht. alapítói - Pomáz Város Önkormányzata és a Magyar Kórusok és Zenekarok Szövetsége (KÓTA). A Magyar Kóruskastély ad otthont az Europa Cantat Közép-kelet-európai Központjának.